# Hannibál föltámasztása
A Hannibál feltámasztása Móra Ferenc 1924-ben írt szatirikus kisregénye. Cenzúrázott változata először 1949-ben jelent meg a Magyar Nemzetben folytatásokban, kötetben pedig 1955-ben került kiadásra. Az első cenzúrázatlan kiadás 2004-ben látott napvilágot az Argumentum Kiadónál.

## Keletkezése
Móra a Hannibál feltámasztását 1924 decemberében kezdte el írni, Supka Gézának, a Világ című napilap szerkesztője felkérésére. Eredetileg Szerelmi levelező lett volna a mű címe. A történet szerint egy klasszika-filológus, látva a szerelem elterjedését, de a helyesírás és az intelligencia hiányosságát úgy dönt, hogy Szerelmi Levelező névvel irodát nyit, amely a szerelmes levelező könyveket pótolja. Nagy népszerűségre tesz szert, de a szerelmet örökre megutálja. Végül a felesége kénytelen tőle elválni és egy olvasni és írni nem tudó férfit keresi. Az alapötletből végül két mű lett, ám csak az egyik készült el teljesen, ez lett a Hannibál feltámasztása. Móra ekkor a Szegedi Napló főszerkesztője volt, továbbá régészeti munkálatokat is vállalt a Városi Múzeumnál. Az ilyen régészeti ásatásoknál hallott valószínűleg az ott dolgozó, háborúból hazatérő munkásoktól a szovjetunióbeli hadifogolytáborok viszonyairól, amelyet a kisregényben is megírt.

## Kiadástörténet
Móra elégedett volt a művel. A kéziratot elküldte Budapestre a Világ szerkesztőségébe, de Feleky Géza, a Világ szerkesztője elveszítette a kéziratot. 1934-ben Móra halála után Feleki költözködés alatt megtalálta a kéziratot. Megpróbálkoztak a megjelentetéssel, de mivel már 1924-ben a Horthy-rendszert kritizáló hangvétele miatt féltek a publikálástól, ugyanúgy 1934-ben is tartottak a közléstől. A kézirat Roóz Rezsőhöz került, aki Móra jó barátja volt és egészen a második világháború végéig megőrizte azt. Végül 1949-ben a Magyar Nemzet című lap folytatásokban közölte, de a cenzúra erősen, mintegy 200 pontban megváltoztatta az eredeti kéziratot. Ez a változat jelent meg először 1955-ben könyv formájában. Ezt a változatot nyomták még aztán majd ötven éven keresztül, míg végül Vészits Andrea, Móra dédunokája a dédapjáról szóló dokumentumfilm forgatása közben megtalálta a kéziratot Móra hagyatéka közt. Az első cenzúrázatlan kiadás Móra születésének 125. évfordulójára, 2004-re jelenhetett meg az Argumentum Kiadónál.

## Feldolgozások
1956-ban vitte filmre Fábri Zoltán Hannibál tanár úr címmel, továbbá színházban is bemutatták a művet.